# Поленфелд
Поленфелд (њем. Pollenfeld) општина је у њемачкој савезној држави Баварска. Једно је од 30 општинских средишта округа Ајхштет. Према процјени из 2010. у општини је живјело 2.788 становника. Посједује регионалну шифру (AGS) 9176155.

## Географски и демографски подаци
Поленфелд се налази у савезној држави Баварска у округу Ајхштет. Општина се налази на надморској висини од 534 метра. Површина општине износи 45,7 km². У самом мјесту је, према процјени из 2010. године, живјело 2.788 становника. Просјечна густина становништва износи 61 становника/km².